# Курське (Білогірський район)
Ку́рське (до 1945 — Кишла́в, крим. Qışlav) — село в Україні, у Білогірському районі Автономної Республіки Крим. Центр Курської сільської ради.

## Географія
Селом протікає річка Куртинська балка.

## Історія
Поблизу Курського знайдено кам'яні знаряддя праці доби неоліту, виявлено кургани й залишки поселень ранньої та пізньої бронзи, скіфського поселення, печерну середньовічну церкву.
Передбачається, що за часів Кримського ханства тут існувало село Кишли, або Кишлав. На початку XIX століття в селі виникла болгарська колонія.
Станом на 1886 у болгарській колонії Кишлав, центрі Кишлавської волості Феодосійського повіту Таврійської губернії мешкало 1215 осіб, налічувалось 193 дворових господарства, існували православна церква, школа та лавка, відбувався щорічний ярмарок та базари.
За переписом 1897 року кількість мешканців зросла до 1674 осіб (790 чоловічої статі та 884 — жіночої), з яких 1640 — православної віри.
У 2023 році у проєкті Постанови Верховної Ради України «Про перейменування деяких населених пунктів Автономної Республіки Крим» село запропоновано перейменувати на Кишлав.
У травні 2024 року розпочалося будівництво мечеті.

## Населення

### Мова
Розподіл населення за рідною мовою за даними перепису 2001 року:
| Мова                | Відсоток |
| ------------------- | -------- |
| російська           | 67,48 %  |
| кримськотатарська   | 28,78 %  |
| українська          | 3,13 %   |
| інші/не визначилися | 0,61 %   |

## Природні пам'ятки
Між селами Курське та Тополівка знаходиться заповідне урочище — гірсько-лісовий масив.

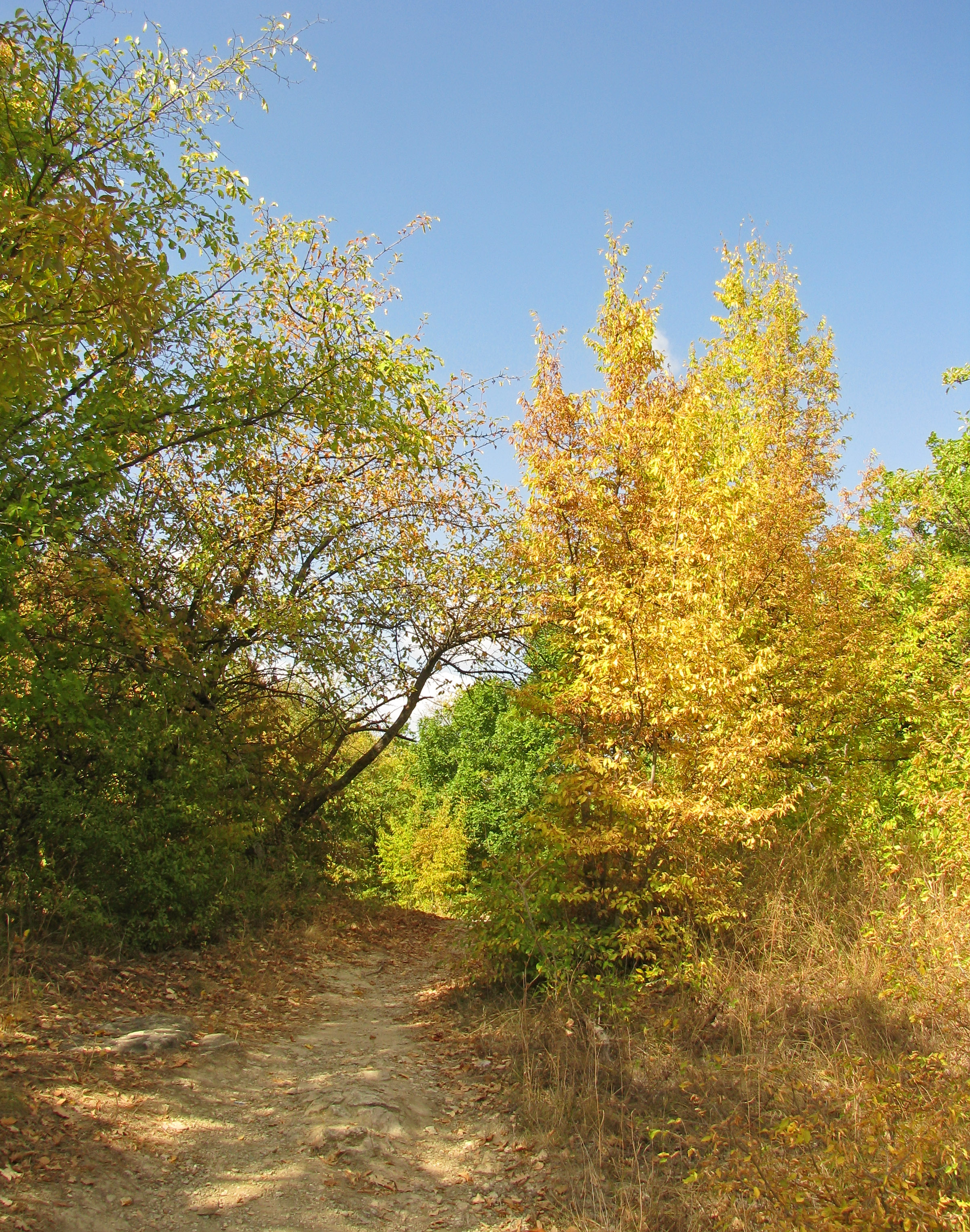
Гірсько-лісовий масив у с. Тополівка та с. Курське
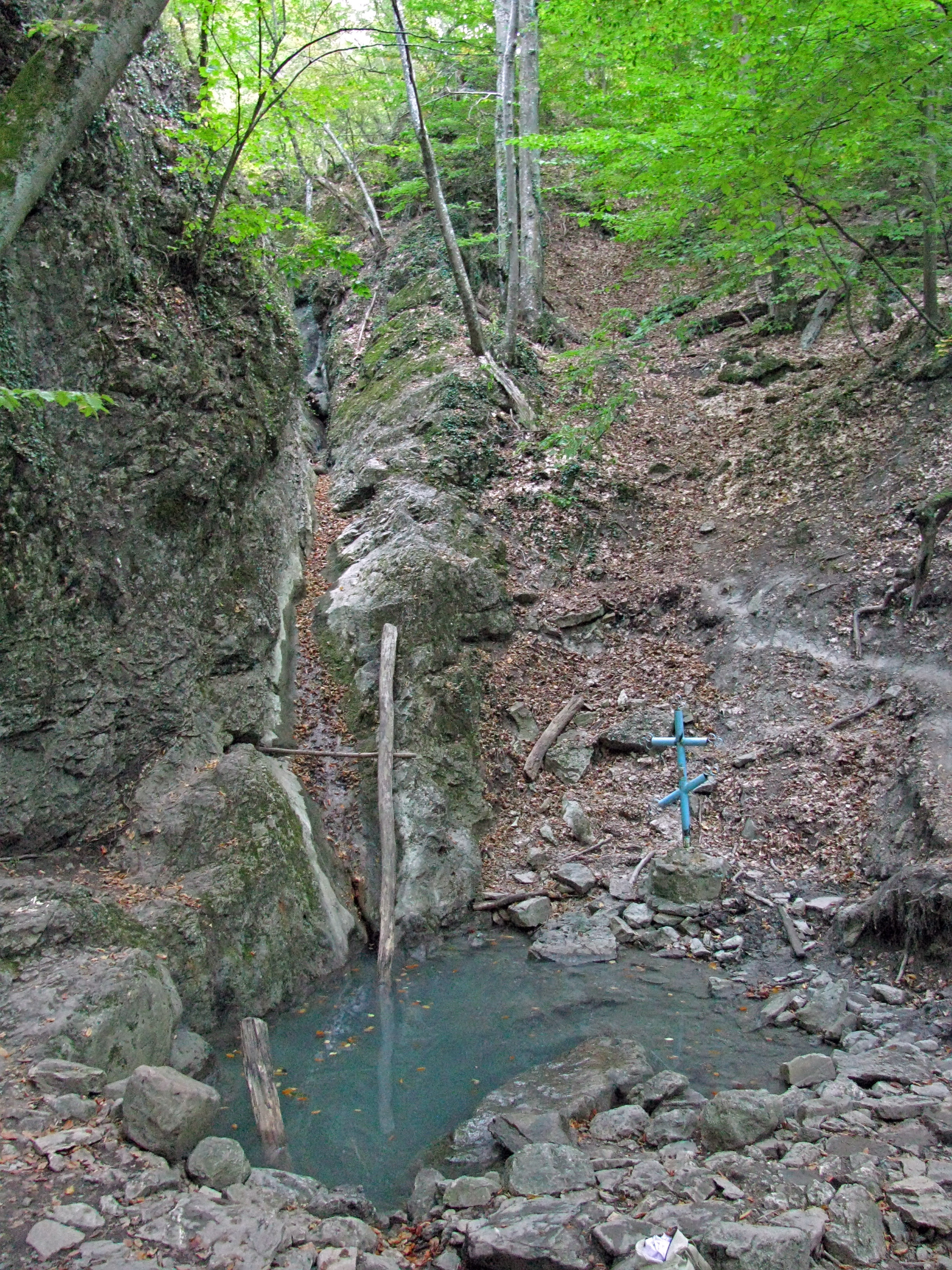
Джерело Трьох Святителів
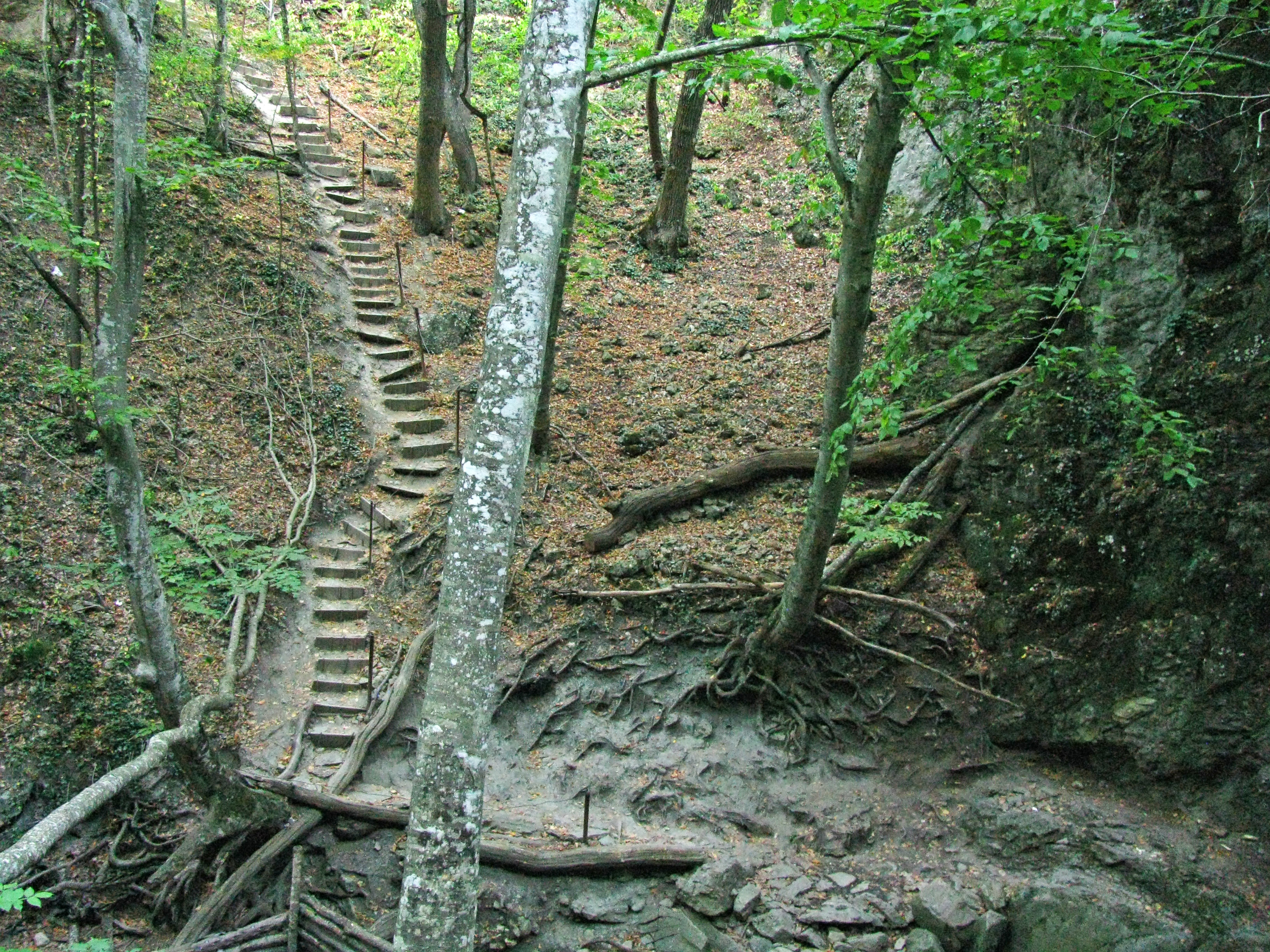
Сходи до джерела
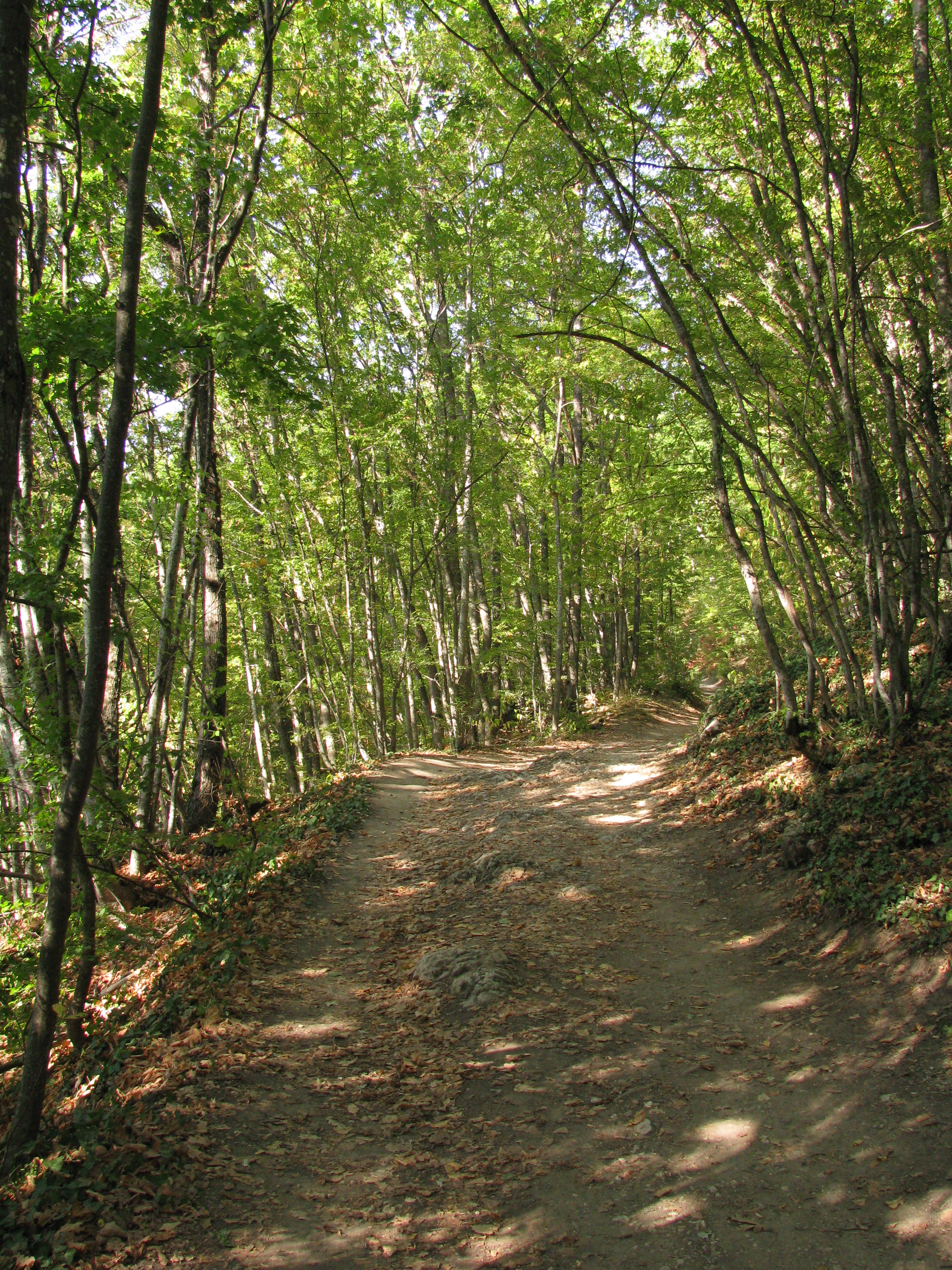
Гірсько-лісовий масив у с. Тополівка та с. Курське